# Teófilo Dueñas
Teófilo Dueñas Samper (Puertollano, 11 agosto 1946) è un ex calciatore spagnolo, di ruolo attaccante.

## Carriera
Ha giocato unicamente in Spagna, mettendo insieme 110 presenze in Primera División tra Barcellona e Granada e 48 in Segunda con le maglie di Calvo Sotelo, Rayo Vallecano e Granada. Nella stagione 1970-1971 vinse la Coppa del Re con la maglia del Barcellona, suo unico trofeo in carriera. La stagione seguente riuscì anche a disputare le sue uniche partite internazionali, partecipando con la formazione catalana alla Coppa delle Coppe 1971-1972 e alla Finalissima della Coppa delle Fiere, nella quale mise a segno la doppietta decisiva.

## Statistiche

### Presenze e reti nei club
Statistiche aggiornate al termine della carriera
| Stagione              | Squadra               | Campionato            | Campionato | Campionato | Coppe nazionali | Coppe nazionali | Coppe nazionali | Coppe continentali | Coppe continentali | Coppe continentali | Altre coppe | Altre coppe | Altre coppe | Totale | Totale |
| Stagione              | Squadra               | Comp                  | Pres       | Reti       | Comp            | Pres            | Reti            | Comp               | Pres               | Reti               | Comp        | Pres        | Reti        | Pres   | Reti   |
| --------------------- | --------------------- | --------------------- | ---------- | ---------- | --------------- | --------------- | --------------- | ------------------ | ------------------ | ------------------ | ----------- | ----------- | ----------- | ------ | ------ |
| 1966-1967             | Calvo Sotelo          | SD                    | 6          | 1          | CG              | ?               | ?               | -                  | -                  | -                  | -           | -           | -           | 6+     | 1+     |
| 1967-1968             | Rayo Vallecano        | SD                    | 0          | 0          | CG              | ?               | ?               | -                  | -                  | -                  | -           | -           | -           | ?      | ?      |
| 1968-1969             | Rayo Vallecano        | SD                    | ?          | ?          | -               | -               | -               | -                  | -                  | -                  | -           | -           | -           | ?      | ?      |
| 1969-1970             | Rayo Vallecano        | SD                    | 30         | 14         | CG              | ?               | ?               | -                  | -                  | -                  | -           | -           | -           | 30+    | 14+    |
| Totale Rayo Vallecano | Totale Rayo Vallecano | Totale Rayo Vallecano | 30+        | 14+        |                 | ?               | ?               |                    | -                  | -                  |             | -           | -           | 30+    | 14+    |
| 1970-1971             | Barcellona            | PD                    | 8          | 5          | CG              | 9               | 4               | -                  | -                  | -                  | -           | -           | -           | 17     | 9      |
| 1971-1972             | Barcellona            | SD                    | 22         | 5          | CG              | 2               | 0               | CdC                | 3                  | 0                  | FF          | 1           | 2           | 28     | 7      |
| Totale Barcellona     | Totale Barcellona     | Totale Barcellona     | 30         | 10         |                 | 11              | 4               |                    | 3                  | 0                  |             | 1           | 2           | 45     | 16     |
| 1972-1973             | Granada               | PD                    | 22         | 3          | CG              | 6               | 1               | -                  | -                  | -                  | -           | -           | -           | 28     | 4      |
| 1973-1974             | Granada               | PD                    | 20         | 5          | CG              | 4               | 1               | -                  | -                  | -                  | -           | -           | -           | 24     | 6      |
| 1974-1975             | Granada               | PD                    | 34         | 7          | CG              | 4               | 0               | -                  | -                  | -                  | -           | -           | -           | 38     | 7      |
| 1975-1976             | Granada               | PD                    | 4          | 0          | CG              | 3               | 0               | -                  | -                  | -                  | -           | -           | -           | 7      | 0      |
| 1976-1977             | Granada               | SD                    | 18         | 1          | CR              | 2               | 0               | -                  | -                  | -                  | -           | -           | -           | 20     | 1      |
| Totale Granada        | Totale Granada        | Totale Granada        | 98         | 16         |                 | 19              | 2               |                    | -                  | -                  |             | -           | -           | 117    | 18     |
| 1977-1978             | Palencia              | SDB                   | 14         | 3          | CG              | 0               | 0               | -                  | -                  | -                  | -           | -           | -           | 14     | 3      |
| 1978-1979             | Palencia              | SDB                   | 35         | 6          | CG              | 2               | 0               | -                  | -                  | -                  | -           | -           | -           | 37     | 6      |
| Totale Palencia       | Totale Palencia       | Totale Palencia       | 49         | 9          |                 | 2               | 0               |                    | -                  | -                  |             | -           | -           | 51     | 9      |
| Totale Carriera       | Totale Carriera       | Totale Carriera       | 213+       | 50+        |                 | 32+             | 6+              |                    | 3                  | 0                  |             | 1           | 2           | 249+   | 58+    |

## Palmares

### Club

#### Competizioni nazionali
- Coppa di Spagna: 1

Barcellona: 1970-1971
- Segunda División B: 1

Palencia: 1978-1979 (Gruppo I)

#### Competizioni internazionali
- Finalissima della Coppa delle Fiere: 1

Barcellona: 1971